# Вялов Олег Степанович

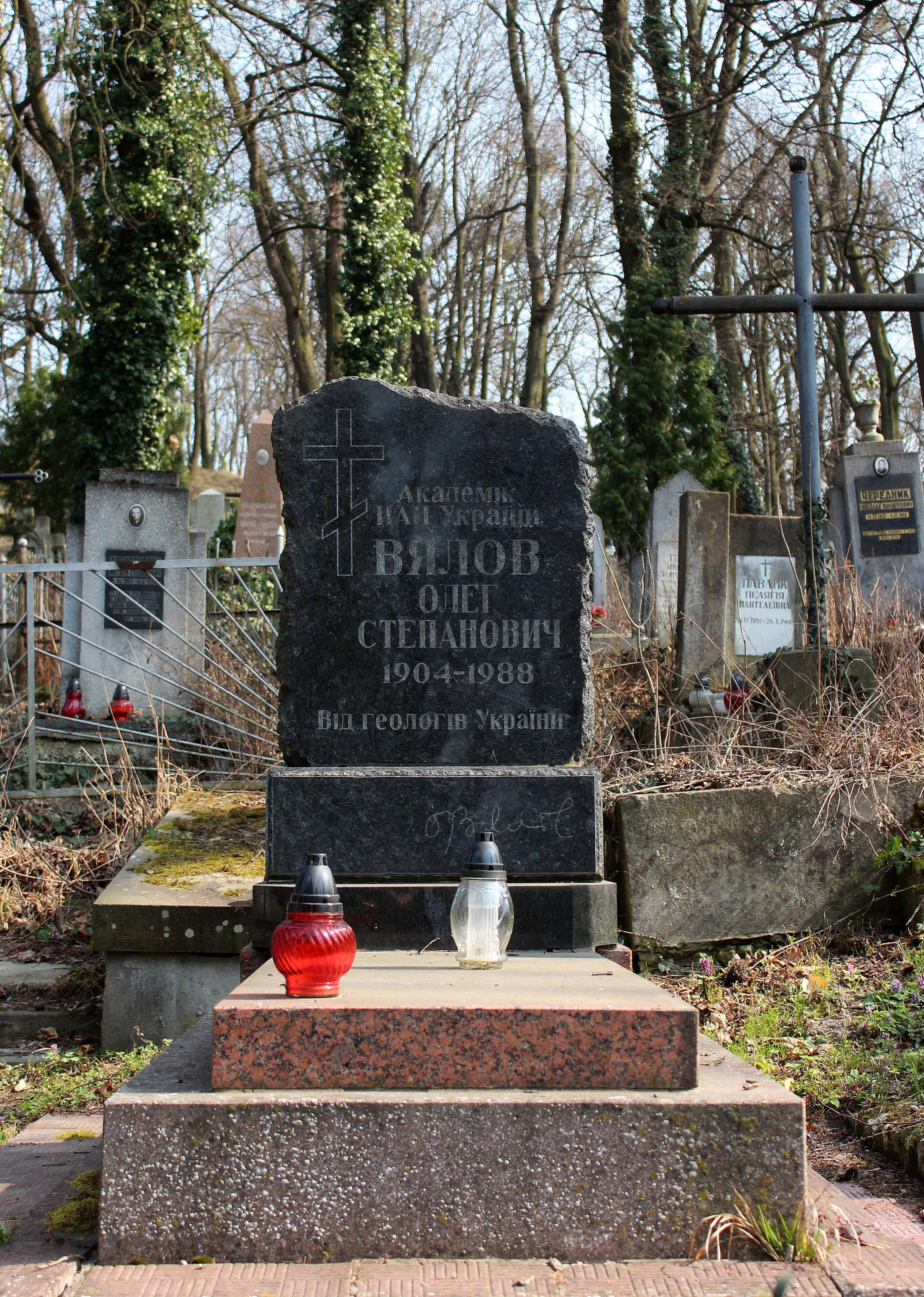

Оле́г Степа́нович Вя́лов (В'ялов)  (23 січня 1904, Ташкент — 1 липня 1988, Львів) — український геолог, академік АН УРСР. Президент Українського палеонтологічного товариства, Лауреат Сталінської премії 1947 року.

## Життєпис
Народився 23 січня 1904 року в Ташкенті.
Випускник Ленінградського університету 1928 року, працював в геологічному комітеті. В 1933—1947 роках — на праці в Всесоюзному науково-дослідницькому нафтовому інституті у Ленінграді. Доктор геолого-мінералогічних наук — 1937. В часі Другої світової війни вивчає нафтогоазоносні райони Середньої Азії — Ферганської та Бухарської долин.
1945—1959 роки— професор Львівського університету. Створив радянську школу карпатологів. Керував створенням радянської частини тектонічної карти Карпато-Балканської області. Провадив геологічні дослідження на Устюрті, в Середній та Центральній Азії, на Кавказі, Карпатах. В 1955-56 роках брав участь у геологічних дослідженнях Антарктиди у складі Першої Радянської антарктичної експедиції. Лауреат премії імені Вернадського АН УРСР.
Один із засновників Львівського геологічного товариства і його президент в 1963-66 роках, засновник Палеонтологічного збірника (1961), організатор і перший президент Українського палеонтологічного товариствава (1977—1985).
Наукові праці присвячені геології, тектоніці, палеонтології — стратиграфія та фауна молюсків палеогену Середньої Азії, гідрогеології загалом близько 500 праць.
Нагороджений орденами «Знак Пошани» (1948), Леніна (1954), Дружби народів (1984), Державною премією УРСР в галузі науки і техніки (1986).
Помер 1 липня 1988 року у Львові. Похований на Личаківському цвинтарі, поле № 19.